# Michal Šíma
Pour les articles homonymes, voir Sima.
Michal Šíma, né le 28 avril 1992 à Brezno en Tchécoslovaquie, est un biathlète slovaque. 

## Carrière
Entraîné par Ján Šulej à Osrblie, il devient champion de Slovaquie chez les jeunes et fait ses débuts internationaux au Festival olympique de la jeunesse européenne en 2009. En 2011, monté en catégorie, il se classe notamment septième du sprint aux Championnats du monde junior à Nové Město. Jusqu'en 2015, il participe principalement aux Championnats d'Europe (au mieux 14e du sprint en 2014) et à l'IBU Cup. En fin d'année 2014, il reçoit sa première sélection dans la Coupe du monde à Östersund, puis quelques mois plus tard aux Championnats du monde à Kontiolahti. En 2016, il intègre le top 60 au sprint de Presque Isle (47e) et court alors sa première poursuite. La saison suivante, il devient partie intégrante du relais slovaque dans la Coupe du monde.
Aux Jeux olympiques d'hiver de 2018, à Pyeongchang, il est 85e de l'individuel, soit avant-dernier. Il est aussi en compétition aux Championnats du monde 2016, 2017, 2019 et 2020.
En janvier 2021, il entre pour la première fois dans le top 40 en Coupe du monde à Oberhof, avec une 25e place sur le sprint, ce qui lui attribue des points. Il se qualifie même pour la mass-start avec ce résultat (27e). Il prend ensuite aux Championnats du monde 2021, où il améliore ses performances des éditions passées avec notamment une 37e place sur le sprint.

## Palmarès

### Jeux olympiques d'hiver
| Épreuve / Édition                | Individuel | Sprint | Poursuite | Départ en masse' | Relais | Relais mixte |
| Jeux olympiques 2018 Pyeongchang | 85e        | -      | -         | -                | -      | -            |

Légende :
- - : Non disputée par Michal Šíma

### Championnats du monde
| Épreuve / Édition                | Individuel | Sprint | Poursuite | Mass start | Relais | Relais mixte |
| Mondiaux 2015 Kontiolahti        | 99e        | —      | —         | —          | —      | —            |
| Mondiaux 2016 Holmenkollen       | —          | —      | —         | —          | 12e    | —            |
| Mondiaux 2017 Hochfilzen         | 91e        | 62e    | —         | —          | 12e    | —            |
| Mondiaux 2019 Östersund          | 86e        | —      | —         | —          | 18e    | —            |
| Mondiaux 2020 Antholz-Anterselva | 78e        | -      | -         | -          | 17e    | 19e          |
| Mondiaux 2021 Pokljuka           | 64e        | 37e    | 54e       | -          | 17e    | 18e          |

Légende :
- — : non disputée par Michal Šíma

### Coupe du monde
- Meilleur résultat individuel : 25e.

#### Classements en Coupe du monde
| Année     | Classement général final | Sprint | Poursuite | Individuel | Mass start |
| 2020-2021 |                          |        |           |            |            |